# Surgères
Surgères is een gemeente in het Franse departement Charente-Maritime (regio Nouvelle-Aquitaine). De plaats maakt deel uit van het arrondissement Rochefort. Surgères telde op 1 januari 2022 6.861 inwoners.

## Geschiedenis
Surgères lag in Aunis. De plaats is ontstaan rond een kasteel op de rechteroever van de Gères. Dit was een primitieve houten donjon die in de twaalfde eeuw werd vervangen door een stenen kasteel door de heren van Surgères uit het huis Maingot. Een eeuw eerder was bij de burcht een romaanse kerk gebouwd, de Notre-Dame. In 1323 kreeg Surgères stadsrechten. Surgères was een belangrijke marktplaats. 
Surgères kende oorlogsgeweld tijdens de Honderdjarige Oorlog. Door het Verdrag van Brétigny (1360) werd Surgères een bezit van de Engelse koning. De stad moest echter de poorten openen voor het Franse leger aangevoerd door Bertrand du Guesclin. Op bevel van koning Lodewijk XI van Frankrijk werden in 1472 de stadsmuren geslecht, maar deze werden een goede tien jaar later weer opgebouwd. De heerlijkheid Surgères kwam achtereenvolgens in handen van de huizen Clermont, Fonsèque en La Rochefaucauld.
De belangrijkste economische activiteit was de landbouw en met name de wijnbouw. Door de druifluis leed deze sector vanaf 1878 grote schade. Intussen had in de loop van de negentiende eeuw ook de melkveeteelt aan belang gewonnen. Surgères werd bekend om zijn zuivelindustrie, in het bijzonder zijn boter. In 1905 kwam er een école de laiterie, een school voor zuivelindustrie, in de gemeente. In Surgères kwam er ook een fabriek voor dieselmotoren (Poyaud), opgevolgd door de Société Surgérienne de Constructions Mécaniques en later Wärtsilä.

## Geografie
De oppervlakte van Surgères bedroeg op 1 januari 2022 28,71 vierkante kilometer; de bevolkingsdichtheid was toen 239 inwoners per km².
Surgères ligt tussen Rochefort en Niort. De Gères, een zijrivier van de Devise, stroomt door de gemeente.
De onderstaande kaart toont de ligging van Surgères met de belangrijkste infrastructuur en aangrenzende gemeenten.

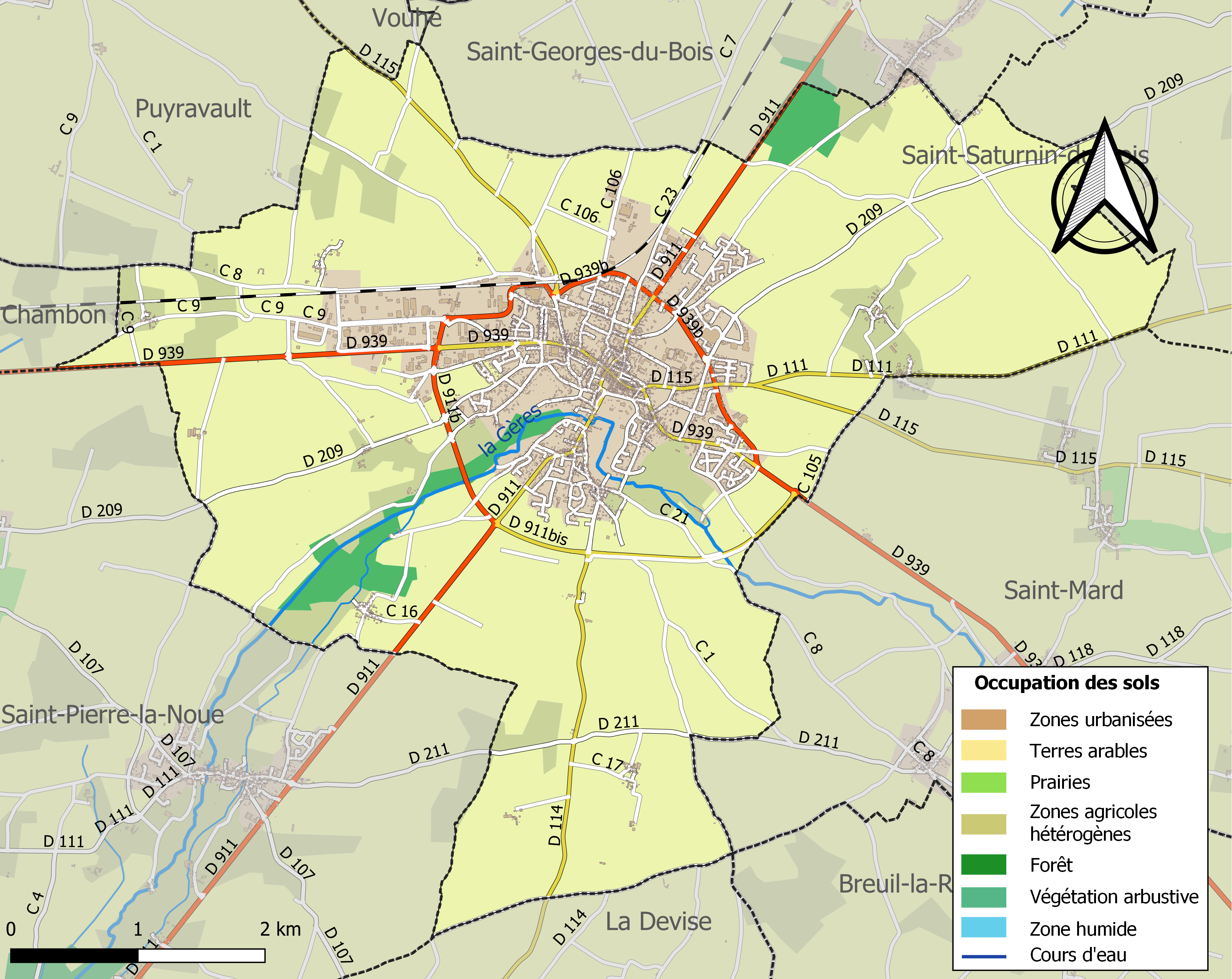

## Verkeer en vervoer
In de gemeente ligt spoorwegstation Surgères.

## Demografie
Onderstaande figuur toont het verloop van het inwonertal (bron: INSEE-tellingen).

## Kasteel van Surgères
Delen van de zestiende-eeuwse muur rond het kasteel zijn bewaard gebleven. Deze muur was zeshonderd meter lang en telde twintig torens, waarvan de Tour Hélène er een was. De poorten van het kasteeldomein, een poort met valbrug uit de twaalfde eeuw en herbouwd in 1576, en een renaissancepoort uit de zeventiende eeuw zijn ook bewaard gebleven. Voor de muur lag een dubbele gracht, gevoed door de Gères. Binnen de kasteelmuren staat de romaanse Notre-Damekerk (elfde eeuw) en het woonkasteel, gebouwd door baron François de la Rochefoucauld in 1703.

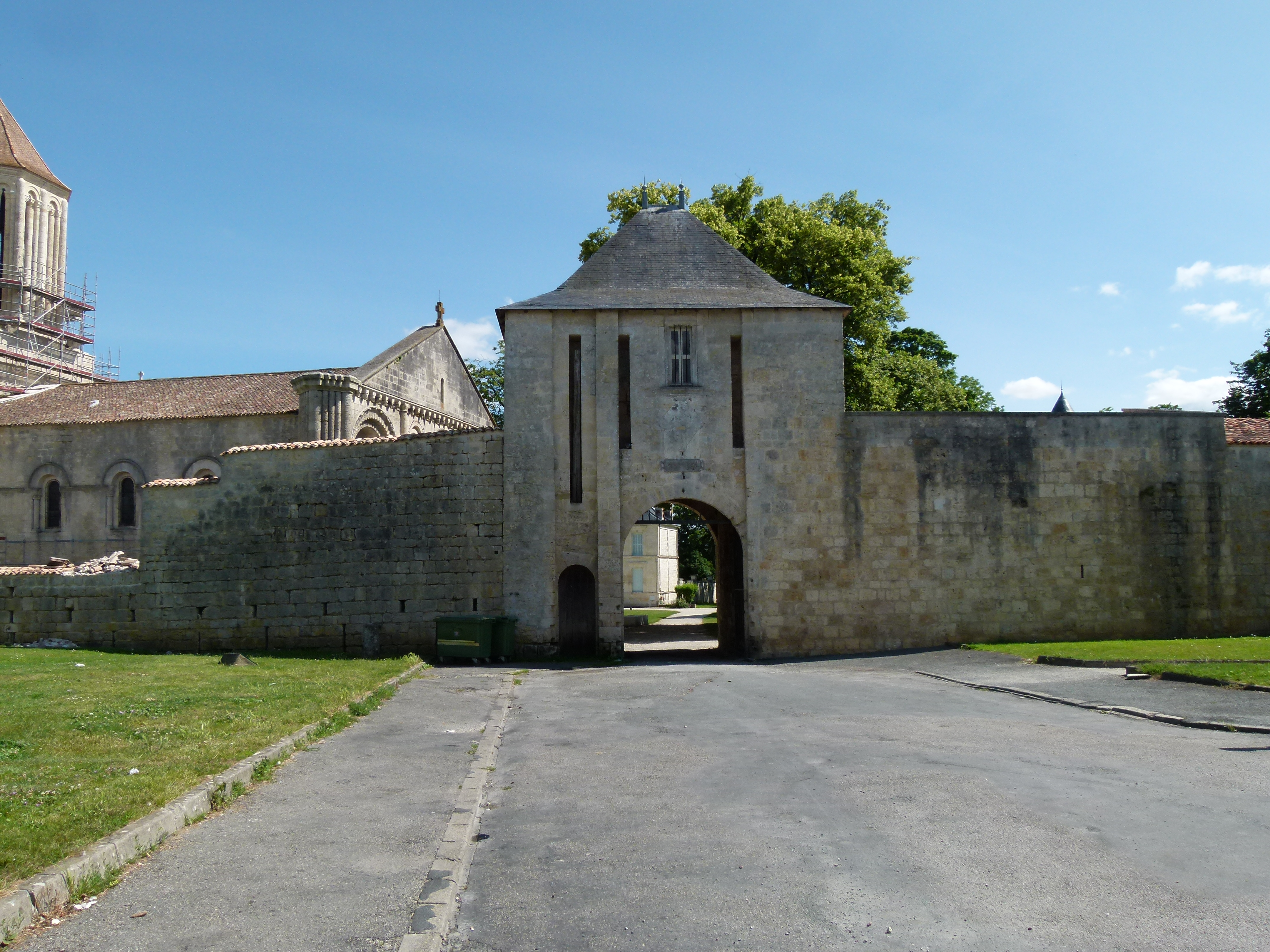
toegangspoort met valbrug
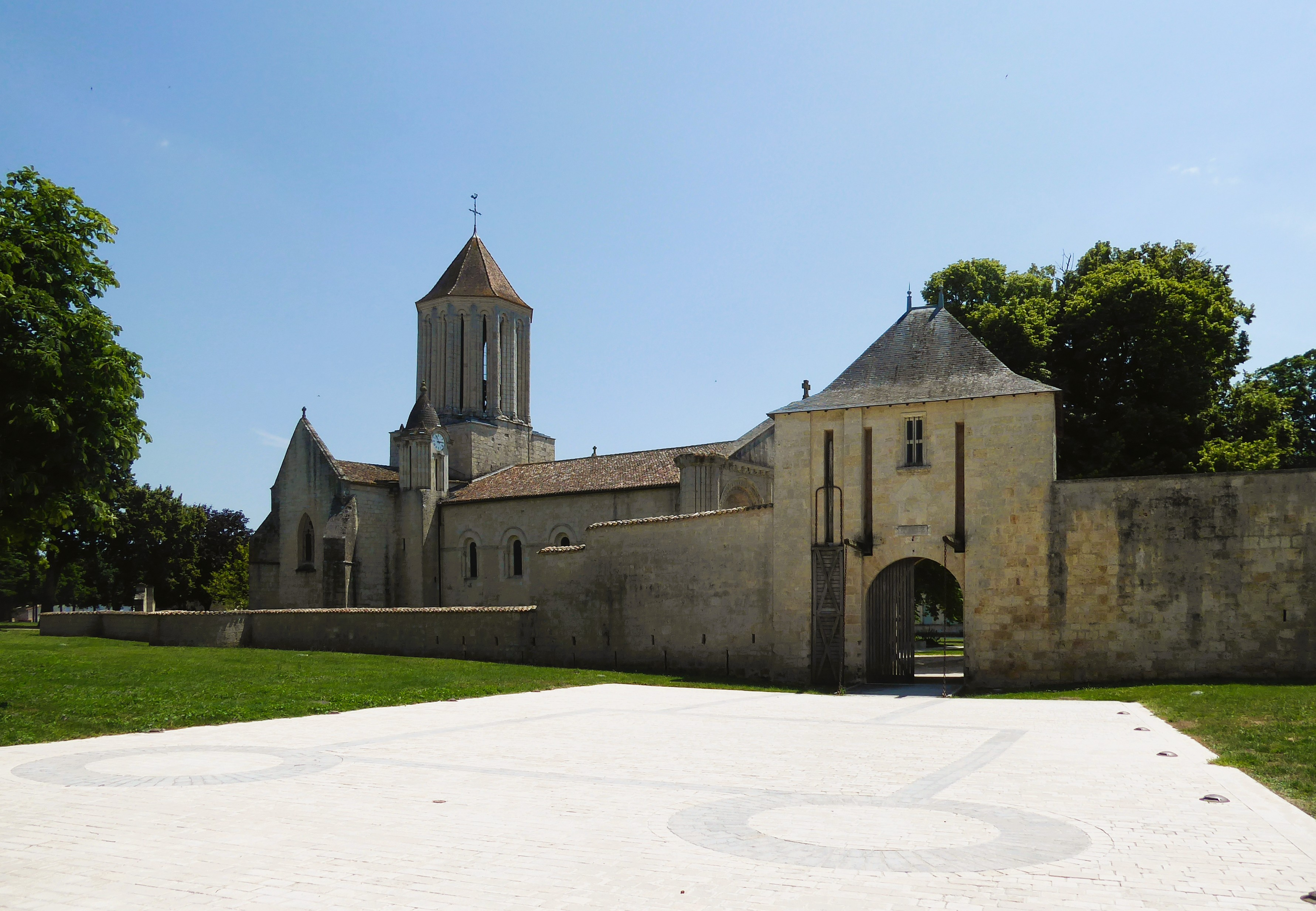
Notre-Damekerk en poort
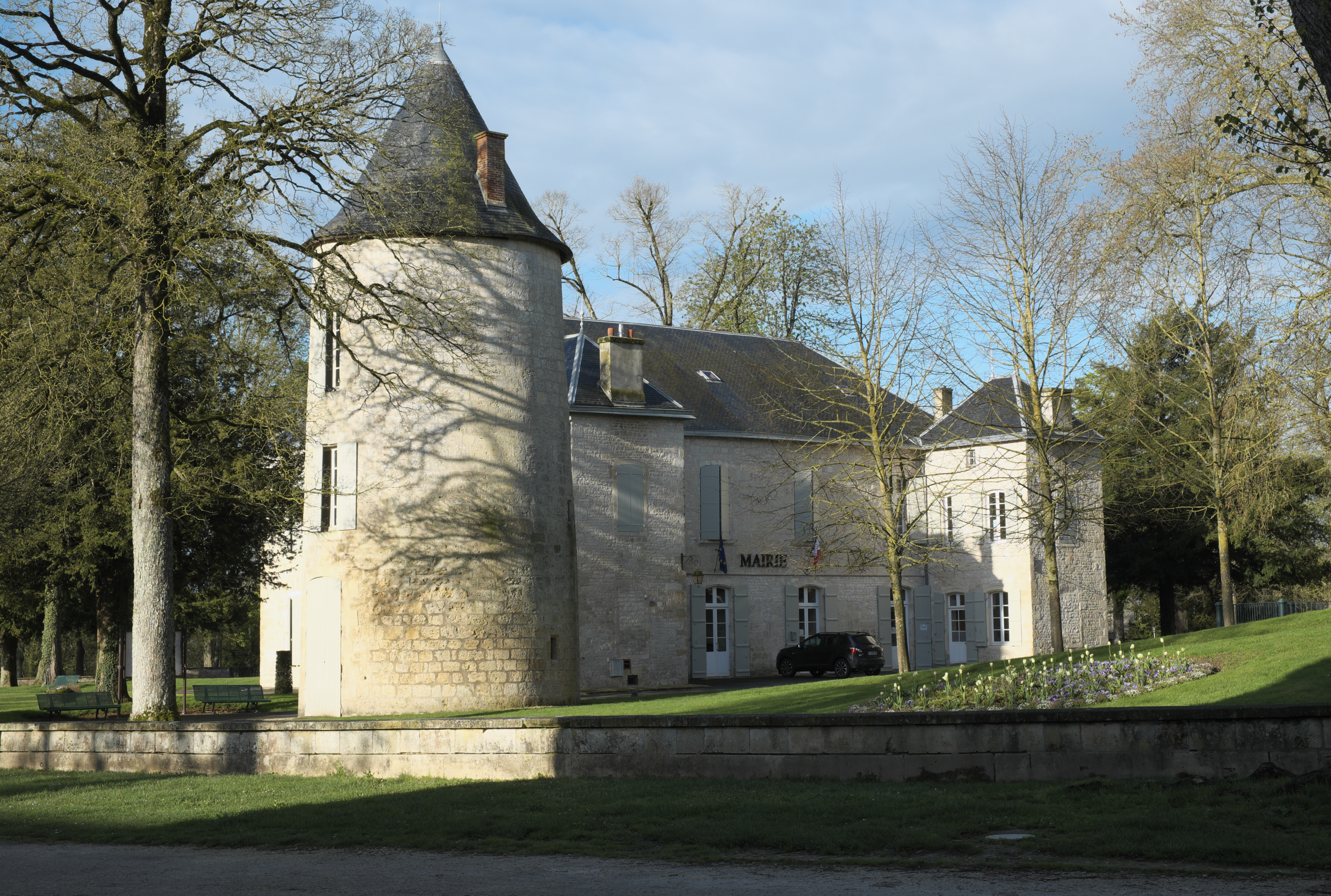
Gemeentehuis in het achttiende-eeuwse deel van het kasteel
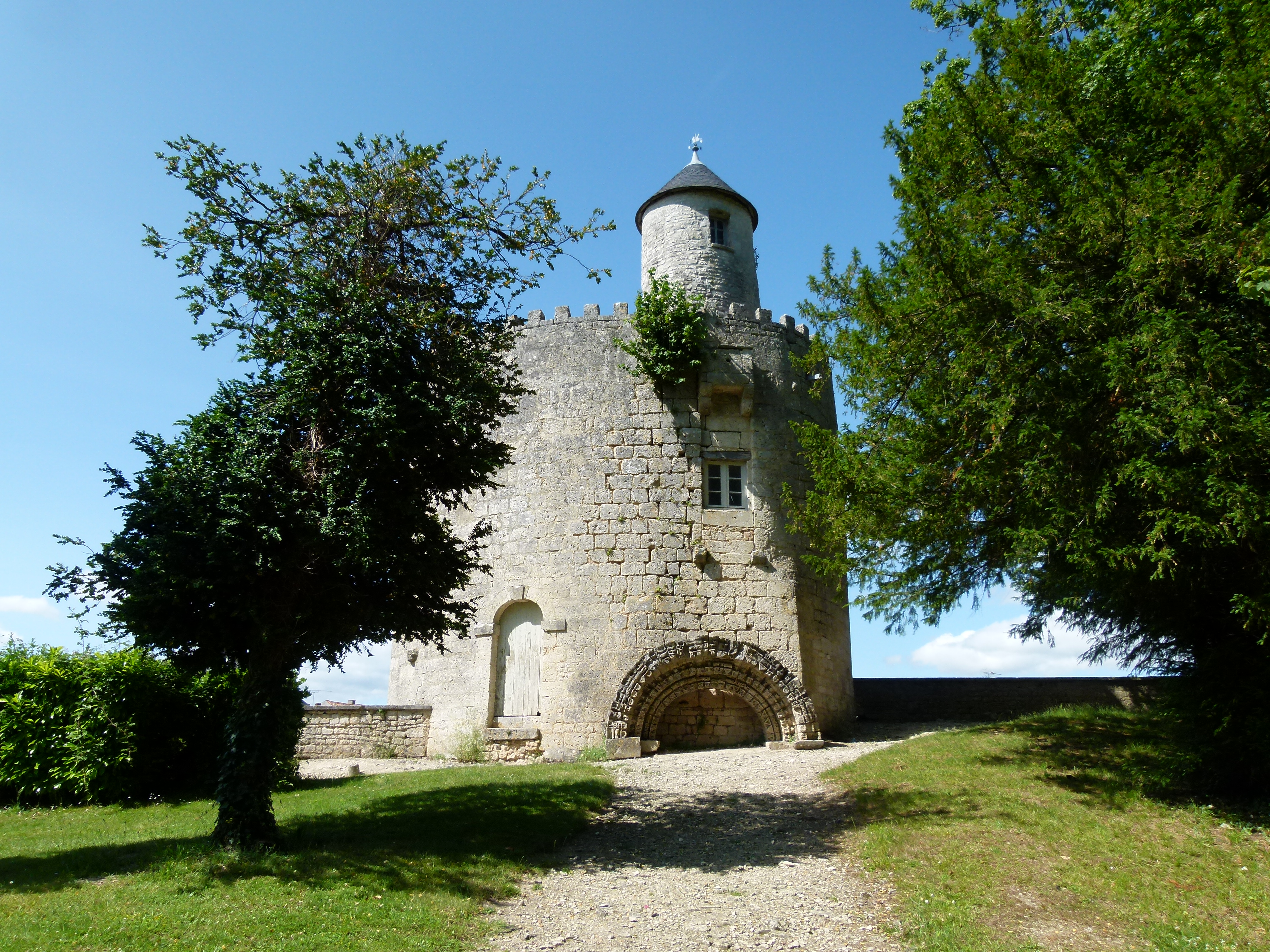
Toren
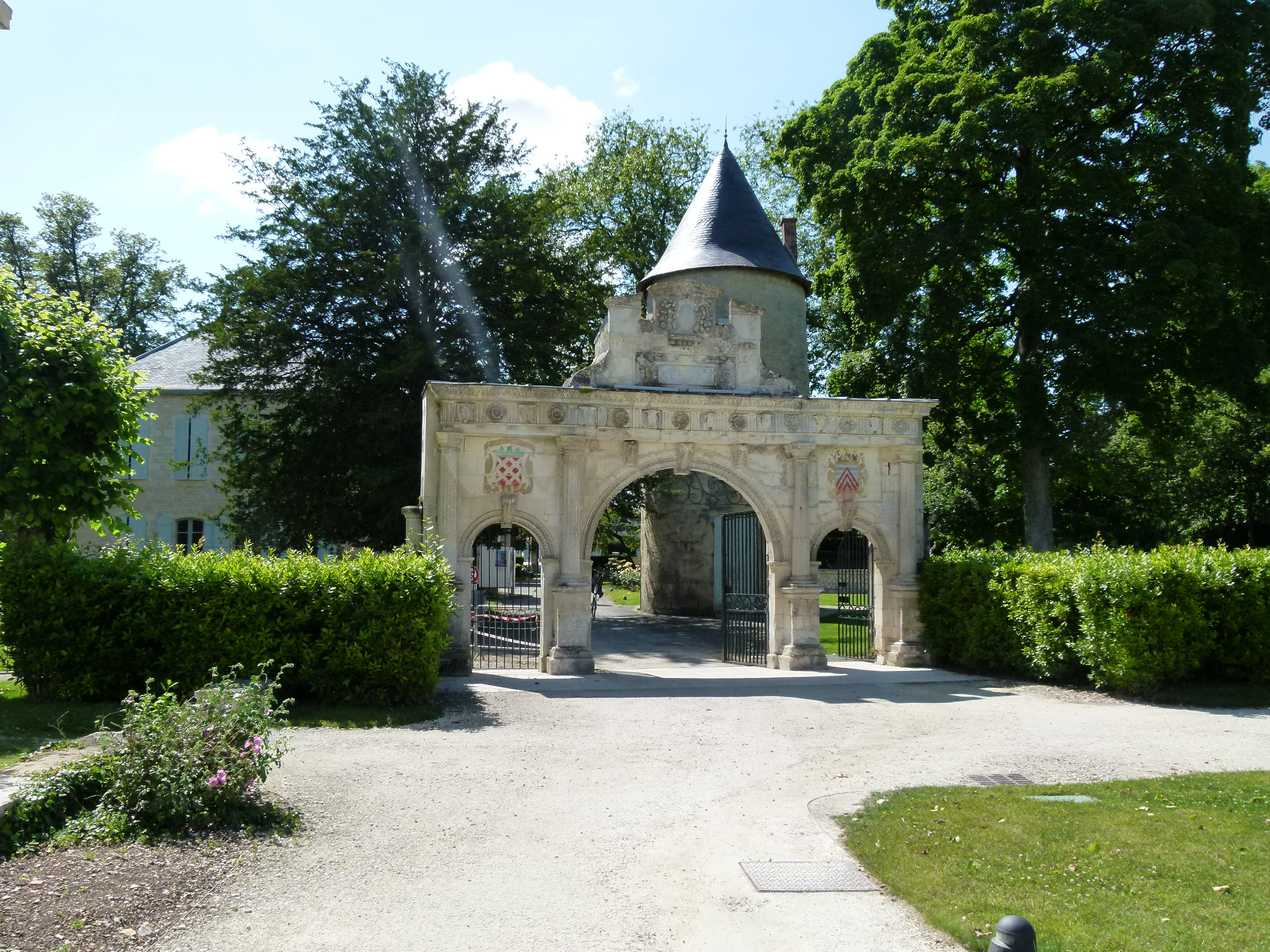
Renaissancepoort en Tour Hélène

## Onderwijs
In Surgères zijn volgende onderwijsinstellingen gevestigd:
- École Nationale d'Industrie Laitière et d'Industrie Agroalimentaire
- École Nationale Supérieure de Meunerie et des Industries Céréalières

## Geboren
- Hélène de Fonsèque (ca. 1546-1618), hofdame van koningin Catharina de' Medici